# عثرب
العُثْرُب (الاسم العلمي: Rumex nervosus Vahl)، هو نوع من الحُمَّاض. عرّفه ابن منظور: «العُثْرُبُ: شجر نحوُ شجر الرُّمَّان في القدر، وورقه أحمر مثلُ ورق الـحُمّاضِ، تَرِقُّ عليه بطونُ الماشية أَوَّل شيءٍ، ثم تَعْقِدُ عليه الشَّحْمَ بعد ذلك، وله عسالِـيجُ حُمْرٌ، وله حَبٌّ كحَبِّ الـحُمَّاضِ، واحدته عُثْرُبة؛ كل ذلك عن أَبي حنيفة».
أزهار عشبه العثرب عنقودية الشكل لونها مزيج من الوردي والاحمر والبعض الأخر وردي إلى اللون الابيض أو وردي إلى اللون الاخضر، ارتفاعه يصل إلى واحد متر وأوراقه كاسيه لامعة، وأوراقه قابلة للأكل، وأزهار نبات العثرب تتجمع في رؤوس الأغصان، والأوراق اللحمية لعشبة العثرب هي الأجزاء المستخدمة منه وتكون على شكل عناقيد، تعيش أشجار العثرب في مجموعات تكون متلاصقة في الكثير من الأحيان.
تنبت عشبة العثرب في ضفاف الأدوية وبطونها وعلى الجبال وأودية يافع، وفي مناطق المملكة واليمن، وقد يصل ارتفاعها إلى متر ونصف، تعتبر هذه العشبه من الأشجار المعمرة، وقد تتغذى عليه الماشية، وأخشاب العثرب ليست كبيرة، ويمكن الاستفادة من هذه العشبه عن طريق استخدام أعوادها كالحطب، ويتغذى النحل على أزهار العثرب ويتم جني عسل داكن اللون ولكن ليس لعسل العثرب شهرة ولكن يعتبر من أنواع العسل الجيدة.

## الفوائد الطبية
العثرب يعتبر من الكنوز الثمينة بسبب خصائصه العلاجية وفوائده الدوائية المتعددة، فهو ملطف قاطع للعطش، مفتت لحصاة الكلى، ملين للبطن، ويقوم بمنع القيء، مدر للطمث، يعمل على تسكين غثيان الصفراء وأيضا يقوم بتقليل من هيجان الصفراء، إذا طبخ قد ينفع ضماد للاقوباء والبرص وأيضا أورام الطحال والحلق وطارد للبلغم ومهدئ للأعصاب ويستخدم العثرب في دباغة الجلود

## استعمالات
يعمل على التخلص من السموم في الجسم ويعمل على تنقية الدم، ويقوم بمعالجة الأمراض المزمنة على المدى الطويل وخاصة الأمراض المعوية والمعدية، ويدخل العثرب في تركيبات لعلاج بعض الأمراض السرطانية. قد يؤكل العثرب طازج للعمل على تنشيط عمل الكبد وعلاج الإمساك المزمن وضعف الشهية وسوء الهضم. يعالج العثرب الإمساك وأيضا احتقان الصفراء لكبار السن، وذلك من خلال تناول البعض منه مع السلطات، أو شرب معلقة أو معلقتين من عصير العثرب الذي تم تحليتها بالسكر حيث به مواد تعمل على تنقية الدم. هناك أنواع جيدة من عشبه العثرب حيث يستعمل شراب العثرب للعمل على علاج الحصبة والجدري والجرب والحكة بالإضافة إلى علاج السعال والآم الأسنان المبرحة. ينفع العثرب ضمادة لعلاج البرص الذي يصيب الجلد والطحال وأورام الحلق والقوباء. قد يستخدم العثرب كتحميله للسيدات حيث يقوم بعلاج أمراض العقم وأمراض الرحم المختلفة.
عندما يستخدم العثرب كضمادة عن طريق خلط أوراقه النيئة مع الدهن والزعفران فهذا المزيج يكون فعال ويعمل على تحليل الأورام و- عندما تستخدم عشبه العثرب كضمادة عن طريق خلط أوراقه نيئة مع الدهن والزعفران تعمل على تحليل الأورام وإزالتها. تنقع بذور العثرب لعلاج آثار لدغة العقرب والثعبان وتعالج الإسهال المزمن وقرحة الأمعاء والدسنتاريا. يعمل على تسكين الحكة التي تتواجد في الجسم من خلال طبخ نبات العثرب أو خلطه بالماء فيعمل على تسكين الحكة. يعمل على علاج بعض الأمراض التي تصيب الفم مثل قروح الفم وأوجاع الاسنان والتهاب اللثة من خلال المضمضة بعصارة عشبه العثرب. يعتبر العثرب ملطف قوي فهو أيضا يعمل على منع العطش. يستخدمه المزارعون لتغطية الفواكه والخضروات غير مهتمين بفوائده العديدة التي لا تعد ولا تحصى. يحتوى العثرب على عناصر غذائية ومعدنية مثل الفسفور والنحاس والصوديوم والمغنسيوم، وأيضا يحتوي على عناصر غذائية مثل الحديد والخارصين

## التركيبة الكيميائية
تحتوي عشبة العثرب على فلافونيدات وفلويدات واستيرولات وانثرالسوينونات، أما بذور هذه العشبه تحتوي على ايمودين وكريزوفا، وتحتوي عشبة العثرب على مواد كربوهيدراتية مثل: جلوكوز، زيلوز، حمض الجلوكورونيك، فركتوز، مانوز، وأيضا تحتوي على أحماض أمينيه مثل: حمض الجلوتاميك، حمض الأسبارتيك، الانين، الفالينن الجليسين